# Eduard Drumm

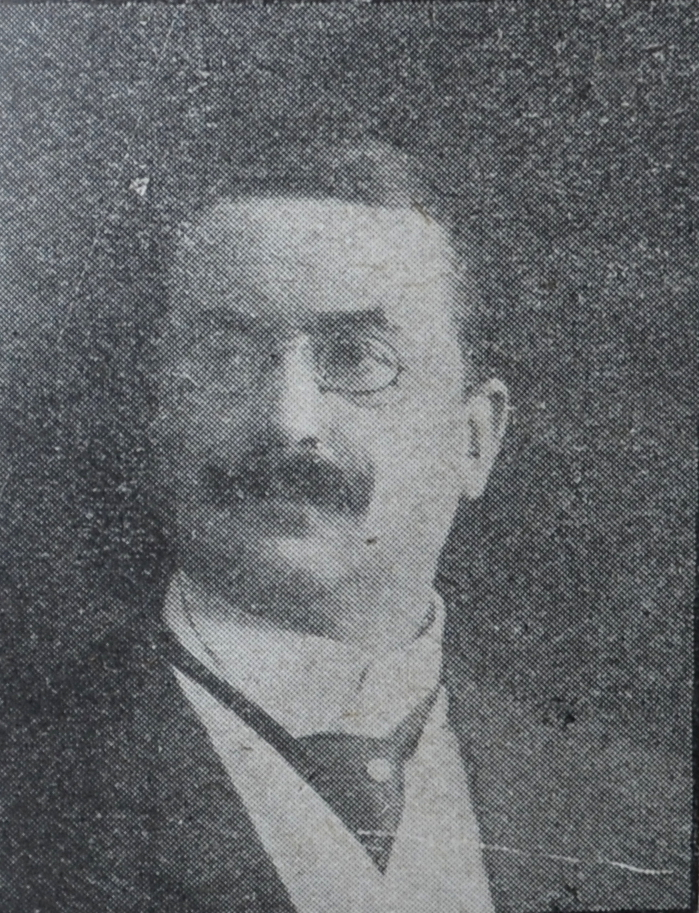
Eduard Drumm, 1911

Eduard Drumm (* 28. Januar 1862 in Mülhausen; † 22. April 1924) war Kaufmann und Mitglied der zweiten Kammer des Landtags des Reichslandes Elsaß-Lothringen für die Elsässische Fortschrittspartei.
Eduard Drumm, der evangelischer Konfession war, besuchte die Mülhausener Oberrealschule und arbeitete als Kaufmann. Er gehörte dem Mülhausener Gemeinderat und später dem Spitalrat an. Er war Vorsitzender des Vereinssyndikates von Mülhausen und Umgebung.
Bei der ersten (und einzigen) Wahl zum Landtag trat er im Wahlkreis Mülhausen III als liberaler Kandidat an. Im Ersten Wahlgang wurden im Wahlkreis von den 5.827 Stimmberechtigten 4.660 Stimmen abgegeben. Auf Drumm entfielen 2.241, auf den Sozialdemokraten Staudt 1.678 und den Kandidaten des Zentrums Kuenz 702 Stimmen. Im zweiten Wahlgang war Drumm der einzige Kandidat und wurde mit 3.277 (von 3.518 abgegebenen) Stimmen gewählt. Eduard Drumm gehörte dem Landtag bis 1918 an.